# Un vento senza nome (album)
Un vento senza nome è il decimo album in studio della cantautrice italiana Irene Grandi, pubblicato il 12 febbraio 2015 dalla Sony Music.

## Tracce
1. A memoria – 3:30 (testo: Cristina Donà, Irene Grandi – musica: Cristina Donà Saverio Lanza)
2. C'est la vie – 3:42 (testo: Irene Grandi – musica: Saverio Lanza)
3. Settimo cielo – 3:27 (testo: Irene Grandi Emy Berti – musica: Saverio Lanza Irene Grandi Emy Berti)
4. Un vento senza nome – 3:39 (testo: Irene Grandi – musica: Saverio Lanza)
5. Casomai – 4:32 (testo: Irene Grandi – musica: Saverio Lanza)
6. Cuore bianco – 3:37 (testo: Marco Parente – musica: Marco Parente)
7. Una canzone che non ricordo più – 3:53 (testo: Cristina Donà – musica: Saverio Lanza)
8. Stato di gratitudine – 4:44 (testo: Irene Grandi – musica: Saverio Lanza)
9. Roba bella – 4:26 (testo: Irene Grandi Pastis – musica: Saverio Lanza)
10. Un'alternativa – 3:02 (testo: Irene Grandi – musica: Davide Florio)
11. Se – 2:33 (testo: Irene Grandi Saverio Lanza Stefano Bollani – musica: Stefano Bollani Irene Grandi Saverio Lanza)

## Formazione
- Irene Grandi – voce, cori
- Saverio Lanza - tastiere,Chitarre
- Piero Spitilli - basso
- Fabrizio Morganti - batteria, percussioni
- Stefano Bollani - pianoforte in "Un Vento Senza Nome" e " Una Canzone Che Non Ricordo più"
- Simone Santini - Sassofono Contralto
- Claudio Giovagnioli - tenore
- Nicola Cellai - tromba
- Francesco Gangi - trombone
- Teona Kazishvili - Primo Violino
- Emma Lanza - Secondo Violino

### Tecnico del suono
- Giovanni Gasparini

## Classifiche
| Classifica (2015) | Posizione massima |
| ----------------- | ----------------- |
| Italia            | 25                |